# Rouge Koncert
A Rouge Koncert Zsédenyi Adrienn énekesnő első koncertalbuma, amely dupla CD és DVD formájában is napvilágot látott.

## Az album dalai

### CD1
1. Intro
2. Karma (Moldvai Márk, Major Eszter)
3. Valahol egy férfi vár (Rakonczai Viktor, Szabó Ágnes)
4. Ma éjjel (Rakonczai Viktor, Szabó Ágnes)
5. Fekete rúzs (Rakonczai Viktor, Geszti Péter)
6. Titok a szélben (Létray Ákos, Szabó Ágnes)
7. Ágnes balladája (Szirtes Edina "Mókus", Szabó Ágnes)
8. Motel (Rakonczai Viktor, Szabó Ágnes)
9. Így jó (Rakonczai Viktor, Szabó Ágnes)
10. Ajtók mögött (Rakonczai Viktor, Valla Attila)
11. Játék a szerelemért (Kiss Gábor, Szabó Ágnes)
12. Mindhalálig mellettem (Rakonczai Viktor, Szabó Ágnes)
13. Forró nyár (Rakonczai Viktor, Valla Attila)

### CD2
1. Elhagy (Létray Ákos, Novák Péter)
2. Glória (Egyházi ének)
3. Mennem kell tovább (Létray Ákos, Major Eszter)
4. Valahol (Duett Létray Ákossal) (Létray Ákos, Valla Attila)
5. Mondd, ha érzed (Kiss Gábor, Szabó Ágnes)
6. Újhold (Rakonczai Viktor, Zsédenyi Adrienn, Valla Attila)
7. Rajongás (Featuring Boyki Brothers) (Karácsony János, Adamis Anna)
8. Megárad a szerelem (Featuring Ferenczi György) (Ferenczi György)
9. Szeress most (Som Krisztián, Juhász Zsolt, Szabó Ágnes)
10. És megindul a föld (Létray Ákos, Geszti Péter, Herpay Kazi)